# Pająki Turcji
Pająki Turcji, araneofauna Turcji – ogół taksonów pajęczaków z rzędu pająków, których występowanie stwierdzono na terenie Turcji.
Według listy pająków z 2005 roku autorstwa Aydına Topçu, Hakaan Demira i Osmana Seyyar w Turcji stwierdzono 613 gatunków z 43 rodzin. Od tego czasu wykazano jednak z tego kraju liczne nowe gatunki oraz dokonano zmian w systematyce.

## Ptaszniki(Mygalomorphae)

### Ctenizidae
Z Turcji wykazano:
- Cyrtocarenum cunicularium

### Macrothelidae
Z Turcji wykazano:
- Macrothele drolshageni[2]

### Nemesiidae
Z Turcji wykazano:
- Brachythele varrialei
- Raveniola micropa

### Ptasznikowate(Theraphosidae)
Z Turcji wykazano:
- Chaetopelma gracile

## Pająki wyższe(Araneomorphae)

### Filistatidae
Z Turcji wykazano:
- Filistata insidiatrix

### Sicariidae
Z Turcji wykazano:
- Loxosceles rufescens

### Rozsnuwaczowate(Scytodidae)
Z Turcji wykazano:
- Scytodes thoracica

### Leptonetidae
Z Turcji wykazano:
- Cataleptoneta aesculapii
- Cataleptoneta sbordonii
- Leptonetela deltshevi

### Nasosznikowate(Pholcidae)
Z Turcji wykazano:
- Artema atlanta
- Holocnemus pluchei
- Hoplopholcus asiaeminoris
- Hoplopholcus cecconii
- Hoplopholcus figulus
- Hoplopholcus forskali
- Hoplopholcus labyrinthi
- Hoplopholcus longipes
- Hoplopholcus minotaurinus
- Hoplopholcus minous
- Hoplopholcus patrizii
- Pholcus opilionoides
- Pholcus phalangioides
- Pholcus spasskyi
- Pholcus turcicus
- Spermophora senoculata

### Czyhakowate(Segestriidae)
Z Turcji wykazano:
- Ariadna insidiatrix
- Segestria bavarica
- Segestria florentina

### Komórczakowate(Dysderidae)
Z Turcji wykazano:

- Dasumia mariandyna
- Dysdera anatoliae
- Dysdera argaeica
- Dysdera asiatica
- Dysdera crocata
- Dysdera enguriensis
- Dysdera erythrina
- Dysdera gruberi
- Dysdera hamulata
- Dysdera hattusas
- Dysdera kollari
- Dysdera lata
- Dysdera longimandibularis
- Dysdera longirostris
- Dysdera mixta
- Dysdera ninnii
- Dysdera rubus
- Dysdera sultani
- Dysdera taurica
- Dysdera westringi
- Dysdera yozgat
- Dysderocrates regina
- Harpactea agnolettii
- Harpactea babori
- Harpactea colchidis
- Harpactea diraoi
- Harpactea dobati
- Harpactea galatica
- Harpactea isaurica
- Harpactea korgei
- Harpactea lazonum
- Harpactea lyciae
- Harpactea medeae
- Harpactea mithridatis
- Harpactea osellai
- Harpactea pisidica
- Harpactea sanctaeinsulae
- Harpactea sbordonii
- Harpactea sturanyi
- Harpactea vignai
- Harpactocrates troglophilus
- Hygrocrates lycaoniae

### Palpimanidae
Z Turcji wykazano:
- Palpimanus gibbulus
- Palpimanus uncatus

### Naśladownikowate(Mimetidae)
Z Turcji wykazano:
- Ero aphana

### Poskoczowate(Eresidae)
Z Turcji wykazano:
- Eresus cinnaberinus
- Eresus sandaliatus
- Eresus walckenaeri

### Oecobiidae
Z Turcji wykazano:
- Uroctea durandi

### Koliściakowate(Uloboridae)
Z Turcji wykazano:
- Hyptiotes paradoxus
- Uloborus plumipes
- Uloborus walckenaerius

### Tkańcowate(Nesticidae)
Z Turcji wykazano:
- Carpathonesticus borutzkyi
- Nesticus cellulanus

### Omatnikowate(Theridiidae)
Z Turcji wykazano:

- Achaearanea simulans
- Achaearanea tepidariorum
- Crustulina scabripes
- Dipoena coracina
- Enoplognatha afrodite
- Enoplognatha gemina
- Enoplognatha latimana
- Enoplognatha macrochelis
- Enoplognatha mandibularis
- Enoplognatha mediterranea
- Enoplognatha ovata
- Enoplognatha parathoracica
- Enoplognatha quadripunctata
- Enoplognatha thoracica
- Euryopis flavomaculata
- Euryopis orsovensis
- Euryopis quinqueguttata
- Kochiura aulica
- Latrodectus pallidus
- Latrodectus tredecimguttatus
- Steatoda albomaculata
- Steatoda bipunctata
- Steatoda castanea
- Steatoda dahli
- Steatoda grossa
- Steatoda paykulliana
- Steatoda phalerata
- Steatoda triangulosa
- Theridion adrianopoli
- Theridion impressum
- Theridion sisyphium

### Klejnotnikowate(Theridiosomatidae)
Z Turcji wykazano:
- Theridiosoma gemmosum

### Anapidae
Z Turcji wykazano:
- Zangherella apuliae

### Osnuwikowate(Linyphiidae)
Z Turcji wykazano:

- Bathyphantes gracilis
- Centromerus turcicus
- Centromerus unicolor
- Dicymbium nigrum
- Diplocephalus cristatus
- Diplocephalus latifrons
- Diplocephalus turcicus
- Erigone dentipalpis
- Erigonoplus ayyildizi
- Frontinellina frutetorum
- Gnathonarium dentatum
- Gonatium cappadocium
- Gongylidiellum murcidum
- Gongylidiellum orduense
- Gongylidium rufipes
- Hilaira herniosa
- Lepthyphantes leprosus
- Lessertia dentichelis
- Linyphia hortensis
- Linyphia tenuipalpis
- Linyphia triangularis
- Mansuphantes korgei
- Megalepthyphantes collinus
- Megalepthyphantes turkeyensis
- Meioneta innotabilis
- Meioneta rurestris
- Microlinyphia pusilla
- Microneta viaria
- Midia midas
- Mughiphantes cornutus
- Mughiphantes triglavensis
- Neriene furtiva
- Oedothorax apicatus
- Oedothorax fuscus
- Oedothorax gibbosus
- Oedothorax retusus
- Palliduphantes byzantinus
- Pelecopsis parallela
- Prinerigone vagans
- Sintula cristatus
- Stemonyphantes abantensis
- Stemonyphantes montanus
- Tallusia bicristata
- Tapinocyba korgei
- Tapinopa gerede
- Taranucnus setosus
- Tenuiphantes tenebricola
- Tenuiphantes tenuis
- Tenuiphantes wunderlichi
- Tenuiphantes zimmermanni
- Trichopterna cito
- Troglohyphantes gladius
- Troglohyphantes pisidicus
- Walckenaeria abantensis
- Walckenaeria atrotibialis

### Kwadratnikowate(Tetragnathidae)
Z Turcji wykazano:
- Meta bourneti
- Metellina merianae
- Metellina orientalis
- Metellina segmentata
- Pachygnatha degeeri
- Pachygnatha listeri
- Tetragnatha extensa
- Tetragnatha montana
- Tetragnatha obtusa
- Tetragnatha striata

### Krzyżakowate(Araneidae)
Z Turcji wykazano:

- Aculepeira armida
- Aculepeira ceropegia
- Aculepeira talishia
- Agalenatea redii
- Araneus alsine
- Araneus angulatus
- Araneus circe
- Araneus diadematus
- Araneus ishisawai
- Araneus marmoreus
- Araneus quadratus
- Araneus stella
- Araniella cucurbitina
- Argiope argentata
- Argiope bruennichi
- Argiope lobata
- Cyclosa conica
- Gibbaranea bituberculata
- Gibbaranea gibbosa
- Gibbaranea ullrichi
- Hypsosinga pygmaea
- Hypsosinga sanguinea
- Larinioides cornutus
- Larinioides ixobolus
- Larinioides patagiatus
- Larinioides sclopetarius
- Larinioides suspicax
- Mangora acalypha
- Neoscana adianta
- Neoscana subfusca
- Nuctenea umbratica
- Singa lucina
- Zilla diodia

### Pogońcowate(Lycosidae)
Z Turcji wykazano:

- Allocosa cambridgei
- Alopecosa accentuata
- Alopecosa aculeata
- Alopecosa albofasciata
- Alopecosa cuneata
- Alopecosa cursor
- Alopecosa fabrilis
- Alopecosa pentheri
- Alopecosa pulverulenta
- Alopecosa schmidti
- Alopecosa solitaria
- Alopecosa taeniopus
- Alopecosa trabalis
- Arctosa cinerea
- Arctosa fulvolineata
- Arctosa leopardus
- Arctosa perita
- Arctosa personata
- Arctosa simoni
- Arctosa variana
- Geolycosa vultuosa
- Hogna graeca
- Hogna radiata
- Lycosa narbonensis
- Lycosa piochardi
- Lycosa praegrandis
- Lycosa tarantula
- Ocyale neatalanta
- Pardosa agrestis
- Pardosa agricola
- Pardosa albatula
- Pardosa amentata
- Pardosa atomaria
- Pardosa bifasciata
- Pardosa cincta
- Pardosa consimilis
- Pardosa hortensis
- Pardosa ilgunensis
- Pardosa incerta
- Pardosa lugubris
- Pardosa monticola
- Pardosa morosa
- Pardosa nebulosa
- Pardosa nigra
- Pardosa nigriceps
- Pardosa paludicola
- Pardosa palustris
- Pardosa prativaga
- Pardosa proxima
- Pardosa pullata
- Pardosa riparia
- Pardosa schenkeli
- Pardosa tatarica
- Pardosa trailli
- Pardosa wagleri
- Pirata hygrophilus
- Pirata piraticus
- Trochosa hispanica
- Trochosa robusta
- Trochosa ruricola
- Trochosa terricola
- Xerolycosa miniata
- Xerolycosa nemoralis

### Darownikowate(Pisauridae)
Z Turcji wykazano:
- Pisaura mirabilis

### Śpiesznikowate(Oxyopidae)
Z Turcji wykazano:
- Oxyopes globifer
- Oxyopes heterophthalmus
- Oxyopes lineatus
- Oxyopes nigripalpis
- Oxyopes pigmentatus

### Zoropsidae
Z Turcji wykazano:
- Zoropsis beccarii

### Lejkowcowate(Agelenidae)
Z Turcji wykazano:

- Agelena gracilens
- Agelena labyrinthica
- Agelena orientalis
- Agelescape affinis
- Agelescape gideoni
- Agelescape livida
- Anatextrix spectabilis[3]
- Lycosoides coarctata
- Lycosoides flavomaculata
- Maimuna cariae
- Maimuna vestita
- Tegenaria agnolettii
- Tegenaria agrestis
- Tegenaria anhela
- Tegenaria argaeica
- Tegenaria atrica
- Tegenaria averni
- Tegenaria bithyniae
- Tegenaria boitanii
- Tegenaria comnena
- Tegenaria cottarellii
- Tegenaria domestica
- Tegenaria elysii
- Tegenaria faniapollinis
- Tegenaria ferruginea
- Tegenaria forestieroi
- Tegenaria hamid
- Tegenaria karaman
- Tegenaria longimana
- Tegenaria lyncea
- Tegenaria mamikonian
- Tegenaria maronita
- Tegenaria melbae
- Tegenaria nemorosa
- Tegenaria pagana
- Tegenaria parietina
- Tegenaria pasquinii
- Tegenaria percuriosa
- Tegenaria rhodiensis
- Tegenaria tekke
- Tegenaria vignai
- Tegenaria xenophontis

### Topikowate(Cybaeidae)
Z Turcji wykazano:
- Argyroneta aquatica
- Cybaeus abchasicus
- Cybaeus brignolii

### Hahniidae
Z Turcji wykazano:
- Cryphoeca brignolii
- Cryphoeca pirini
- Cryphoeca silvicola
- Cryphoeca thaleri

### Ciemieńcowate(Dictynidae)
Z Turcji wykazano:
- Cicurina cicur
- Cicurina paphlagoniae
- Dictyna arundinacea
- Dictyna civica
- Dictyna latens
- Emblyna annulipes
- Nigma walckenaeri

### Sidliszowate(Amaurobiidae)
Z Turcji wykazano:
- Amaurobius erberi
- Amaurobius ferox
- Callobius claustrarius
- Coelotes arganoi
- Coelotes atropos
- Coelotes coenobita
- Coelotes luculli
- Coelotes rhododendri
- Coelotes terrestris
- Coelotes vignai
- Paracoelotes armeniacus
- Paracoelotes cottarellii
- Urocoras nicomedis
- Urocoras phthisicus

### Phyxelididae
Z Turcji wykazano:
- Phyxelida anatolica

### Podkamieniakowate(Titanoecidae)
Z Turcji wykazano:
- Nurscia albomaculata
- Titanoeca incerta
- Titanoeca schineri

### Zbrojnikowate(Eutichuridae)
Z Turcji wykazano:
- Cheiracanthium elegans
- Cheiracanthium erraticum
- Cheiracanthium mildei
- Cheiracanthium pelasgicum
- Cheiracanthium punctorium

### Obniżowate(Liocranidae)
Z Turcji wykazano:
- Apostenus fuscus
- Liocranum rupicola
- Mesiotelus annulipes
- Mesiotelus tenuissimus

### Aksamitnikowate(Clubionidae)
Z Turcji wykazano:
- Clubiona corticalis
- Clubiona lutescens
- Clubiona marmorata
- Clubiona neglecta
- Clubiona reclusa
- Clubiona terrestris[4]

### Lenikowate(Zodariidae)
Z Turcji wykazano:
- Lachesana blackwalli
- Palaestina expolita
- Zodarion abantense
- Zodarion cyprium
- Zodarion frenatum
- Zodarion gallicum
- Zodarion germanicum
- Zodarion graecum
- Zodarion korgei
- Zodarion morosum
- Zodarion rubidum
- Zodarion thoni
- Zodarion turcicum

### Prodidomidae
Z Turcji wykazano:
- Anagraphis pallens

### Worczakowate(Gnaphosidae)
Z Turcji wykazano:

- Aphantaulax trifasciata
- Berinda ensiger
- Berlandina plumalis
- Berlandina pulchra
- Drassodes difficilis
- Drassodes lapidosus
- Drassodes lutescens
- Drassodes pubescens
- Drassodes similis
- Drassodes villosus
- Drassyllus lutetianus
- Drassyllus praeficus
- Drassyllus pumilus
- Drassyllus pusillus
- Drassyllus villicus
- Drassyllus vinealis
- Gnaphosa bicolor
- Gnaphosa bithynica
- Gnaphosa corticola
- Gnaphosa dolosa
- Gnaphosa lapponum
- Gnaphosa leporina
- Gnaphosa lucifuga
- Gnaphosa lugubris
- Gnaphosa microps
- Gnaphosa modestior
- Gnaphosa opaca
- Gnaphosa petrobia
- Gnaphosa steppica
- Gnaphosa tigrina
- Haplodrasus dalmatensis
- Haplodrassus macellinus
- Haplodrassus signifer
- Haplodrassus umbratilis
- Leptodrassus albidus[5]
- Micaria albovittata
- Micaria coarctata
- Micaria dives
- Micaria pulicaria
- Micaria rossica
- Nomisia aussereri
- Nomisia excerpta[5]
- Nomisia exornata
- Nomisia orientalis
- Nomisia ripariensis
- Poecilochroa variana
- Pseudodrassus ricasolii
- Pterotricha conspersa
- Pterotricha kochi
- Pterotricha lentiginosa
- Scotophaeus scutulatus
- Synaphosus palearcticus
- Trachyzelotes barbatus
- Trachyzelotes malkini
- Trachyzelotes pedestris
- Zelotes apricorum
- Zelotes atrocaeruleus
- Zelotes aurantiacus
- Zelotes caucasius
- Zelotes cingarus
- Zelotes clivicola
- Zelotes electus
- Zelotes gracilis
- Zelotes latreillei
- Zelotes longestylus
- Zelotes longipes
- Zelotes oblongus
- Zelotes olympi
- Zelotes petrensis
- Zelotes scrutatus[5]
- Zelotes segrex
- Zelotes similis
- Zelotes strandi
- Zelotes subterraneus

### Spachaczowate(Sparassidae)
Z Turcji wykazano:
- Eusparassus dufouri
- Eusparassus walckenaeri
- Heteropoda variegata
- Micrommata ligurina
- Micrommata virescens
- Olios argelasius

### Ślizgunowate(Philodromidae)
Z Turcji wykazano:
- Paratibellus oblongiusculus
- Philodromus aureolus
- Philodromus bonneti
- Philodromus buchari
- Philodromus cespitum
- Philodromus collinus
- Philodromus fuscolimbatus
- Philodromus glaucinus
- Philodromus histrio
- Philodromus krausi
- Philodromus lividus
- Philodromus longipalpis
- Philodromus lunatus
- Philodromus margaritatus
- Philodromus poecilus
- Thanatus formicinus
- Thanatus lineatipes
- Thanatus okayi
- Thanatus pictus
- Thanatus striatus
- Thanatus vulgaris
- Tibellus oblongus

### Ukośnikowate(Thomisidae)
Z Turcji wykazano:

- Coriarachne depressa
- Diaea livens
- Heriaeus buffoni
- Heriaeus hirtus
- Heriaeus melloteei
- Heriaeus orientalis
- Heriaeus pilosus
- Heriaeus setiger
- Heriaeus simoni
- Misumena vatia
- Ozyptila ankarensis
- Ozyptila atomaria
- Ozyptila claveata
- Ozyptila clavidorsa
- Ozyptila conostyla
- Ozyptila praticola
- Ozyptila rauda
- Ozyptila sanctuaria
- Ozyptila simplex
- Ozyptila spirembola
- Pistius truncatus
- Runcinia grammica
- Synema globosum
- Synema plorator
- Thomisus citrinellus
- Thomisus onustus
- Xysticus acerbus
- Xysticus audax
- Xysticus bifasciatus
- Xysticus bufo
- Xysticus cribratus
- Xysticus cristatus
- Xysticus erraticus
- Xysticus ferrugineus
- Xysticus ferus
- Xysticus gallicus
- Xysticus graecus
- Xysticus gymnocephalus
- Xysticus kempeleni
- Xysticus kochi
- Xysticus lalandei
- Xysticus lanio
- Xysticus lineatus
- Xysticus luctator
- Xysticus luctuosus
- Xysticus ninnii
- Xysticus pseudolanio
- Xysticus pseudorectilineus
- Xysticus rectilineus
- Xysticus robustus
- Xysticus sabulosus
- Xysticus striatipes
- Xysticus tenuiapicalis[6]
- Xysticus thessalicus
- Xysticus tristrami
- Xysticus ulmi
- Xysticus viduus

### Skakunowate(Salticidae)
Z Turcji wykazano:

- Aelurillus concolor
- Aelurillus v-insignitus
- Afraflacilla epiblemoides
- Ballus chalybeius
- Carrhotus xanthogramma
- Chalcoscirtus parvulus
- Euophrys frontalis
- Euophrys fucata
- Euophrys rufibarbis
- Evarcha arcuata
- Evarcha falcata
- Evarcha jucunda
- Evarcha pulchella
- Habrocestum latifasciatum
- Habrocestum nigristernum
- Habrocestum papilionaceum
- Hasarius adansoni
- Heliophanillus fulgens
- Heliophanus aeneus
- Heliophanus auratus
- Heliophanus dubius
- Heliophanus edentulus
- Heliophanus equester
- Heliophanus flavipes
- Heliophanus kochii
- Heliophanus lineiventris
- Heliophanus melinus
- Heliophanus mordax
- Heliophanus patagiatus
- Heliophanus simplex
- Heliophanus tribulosus
- Icius hamatus
- Leptorchestes berolinensis
- Leptorchestes mutilloides
- Marpissa muscosa
- Marpissa nivoyi
- Marpissa radiata
- Menemerus semilimbatus
- Mogrus neglectus
- Myrmarachne formicaria
- Myrmarachne tristis
- Pellenes diagonalis
- Pellenes flavipalpis
- Pellenes nigrociliatus
- Philaeus chrysops
- Phlegra bresnieri
- Phlegra dunini
- Phlegra fasciata
- Phlegra lineata
- Plexippoides gestroi
- Plexippus paykulli
- Pseudeuophrys erratica
- Pseudeuophrys lanigera
- Pseudeuophrys obsoleta
- Pseudicius encarpatus
- Pseudicius kulczynskii
- Saitis tauricus
- Salticus cingulatus
- Salticus marenzelleri
- Salticus mutabilis
- Salticus scenicus
- Salticus zebraneus
- Sitticus caricis
- Sitticus pubescens
- Sitticus terebratus
- Synageles dalmaticus
- Synageles hilarulus
- Synageles subcingulatus
- Synageles venator
- Thyene imperialis
- Yllenus albocinctus